# International University of Monaco

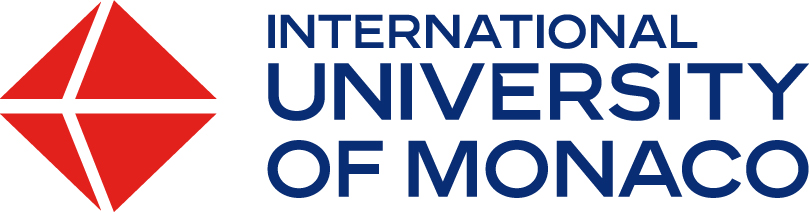
Logo

Die International University of Monaco (IUM) ist die 1986 gegründete private Universität des Fürstentums Monaco und befindet sich im Stadtbezirk Les Moneghetti.

## Studiengänge
Die Universität bietet folgende englischsprachige Studiengänge an:
Bachelor
- Bachelor in Business Administration
- Bachelor in Communication & Entertainment Management

Master of Science
- Master of Science in International Management
- Master of Science in Marketing
- Master of Science in Finance
- MSc & Master in Sport
- Masters of Science in Luxury

MBA Programs
- MBA Full-Time – Master of Business Administration
- Executive – MBA Online

Summer Programs
- English as a Second Language (ESL)
- Summer School

DBA Program
- Doctorate in Business Administration

## Internationale Mitgliedschaften
- Association to Advance Collegiate Schools of Business (AACSB)
- European Foundation for Management Development (EFMD)
- Principles for Responsible Management Education (PRME)
- The Association of International Educators (NAFSA)
- European Council of International Schools (ECIS)

## Alumni
- Andrea Gaudenzi, ehemaliger italienischer Tennisspieler und derzeitiger Tennisfunktionär[1]
- David Caprio, ehemaliges Mitglied des Repräsentantenhauses von Rhode Island[2]
- Marlène Nidecker, kanadische und französische Taekwondoin[3]